# L’Éguille
L’Éguille település Franciaországban, Charente-Maritime megyében. Lakosainak száma 909 fő (2022. január 1.). L’Éguille Le Gua, Mornac-sur-Seudre, Saint-Sulpice-de-Royan és Saujon községekkel határos.

## Népesség
A település népességének változása:
| Lakosok száma | 767  | 670  | 722  | 870  | 884  | 879  | 872  | 876  | 887  | 909  |
|               | 1968 | 1982 | 1990 | 2006 | 2013 | 2015 | 2017 | 2019 | 2020 | 2022 |